# NGC 2607
NGC 2607 ist eine Spiralgalaxie vom Hubble-Typ Scd mit aktivem Galaxienkern im Sternbild Krebs auf der Ekliptik. Sie ist schätzungsweise 155 Millionen Lichtjahre von der Milchstraße entfernt und hat einen Durchmesser von etwa 85.000 Lichtjahren. Vom Sonnensystem aus entfernt sich die Galaxie mit einer errechneten Radialgeschwindigkeit von näherungsweise 3.500 Kilometern pro Sekunde.
Das Objekt wurde am 24. Dezember 1827 von John Herschel entdeckt.

## Galaktisches Umfeld
| Nr. | Galaxie                 | Alternativname            | Rek           | Dek           | Distanz/asec |
| --- | ----------------------- | ------------------------- | ------------- | ------------- | ------------ |
| →   | NGC 2607                | LEDA/PGC 24038            | 08h33m56.656s | +26d58m21.58s | 0            |
| 1   | LEDA/PGC 1793057        | 2MASX J08342660+2656258   | 08h34m26.588s | +26d56m26.16s | 416.51       |
| 2   | LEDA/PGC 1797237        | 2MASX J08340662+2704569   | 08h34m06.615s | +27d04m56.91s | 417.15       |
| 3   | LEDA/PGC 1790447        | 2MASX J08340539+2651279   | 08h34m05.414s | +26d51m28.38s | 429.49       |
| 4   | LEDA/PGC 1791515        | 2MASX J08342309+2653328   | 08h34m23.066s | +26d53m32.37s | 456.64       |
| 5   | LEDA/PGC 1794092        | 2MASX J08343393+2658278   | 08h34m33.935s | +26d58m27.78s | 498.41       |
| 6   | LEDA/PGC 1795915        | 2MASX J08343072+2702068   | 08h34m30.691s | +27d02m06.74s | 507.03       |
| 7   | LEDA/PGC 1795133        | 2MASX J08343521+2700308   | 08h34m35.204s | +27d00m30.98s | 531.27       |
| 8   | LEDA/PGC 1793343        | 2MASX J08331731+2657020   | 08h33m17.30s  | +26d57m02.3s  | 532.22       |
| 9   | LEDA/PGC 3524435        | 2MASX J08343191+2703128   | 08h34m31.924s | +27d03m12.90s | 554.11       |
| 10  | LEDA/PGC 1795515        | 2MASX J08331417+2701160   | 08h33m14.189s | +27d01m16.21s | 593.89       |
| 11  | LEDA/PGC 1796614        | 2MASX J08331020+2703359   | 08h33m10.101s | +27d03m35.06s | 695.88       |
| 12  | LEDA/PGC 1795612        | 2MASX J08345093+2701295   | 08h34m52.39s  | +27d01m14.5s  | 749.21       |
| 13  | LEDA/PGC 1787424        | 2MASX J08334582+2645259   | 08h33m45.853s | +26d45m26.10s | 787.13       |
| 14  | LEDA/PGC 1799948        | 2MASX J08342705+2710238   | 08h34m27.082s | +27d10m24.14s | 829.20       |
| 15  | 2MASX J08325951+2705356 | WISEA J083259.53+270535.5 | 08h32m59.548s | +27d05m35.71s | 877.90       |